# شیسکو هرناندز
شیسکو هرناندز (انگلیسی: Xisco Hernández؛ زادهٔ ۳۱ ژوئیهٔ ۱۹۸۹) بازیکن فوتبال اهل اسپانیا است.
از باشگاه‌هایی که در آن بازی کرده‌است می‌توان به باشگاه خیمناستیک تاراگونا، باشگاه فوتبال الچه، و باشگاه ورزشی رئال مایورکا اشاره کرد.